# Människans anatomi
| Människans anatomi |
| --- |
| Anatomin hos en kvinna respektive en man. - Betydelse – anatomin hos människans kropp - Indelning – enligt organ eller kroppsdelar - Exempel – muskulaturen, nervsystemet, skelettet |

Människans anatomi är utformningen (anatomin) hos människans olika kroppsdelar. Den kan delas in efter flera olika principer. Nedan följer en förteckning och översikt som främst är strukturerad efter organ och organsystem.

## Människans liv
Människans kropp påverkas av vilken ålder individen befinner sig i. Under livet växer personen både i längd och i vikt. Före och under tonåren förändras utseendet på könsorgan och kroppsbehåring.
- Ärftlighet, DNA, kön, man, kvinna
- Befruktning, samlag
- Graviditet, foster
- Förlossning, födelse
- Barndom, barn
- Tonår, pubertet
- Ungdom, könsmognad
- Vuxen, myndighetsålder
- Medelålder
- Ålderdom
- Död

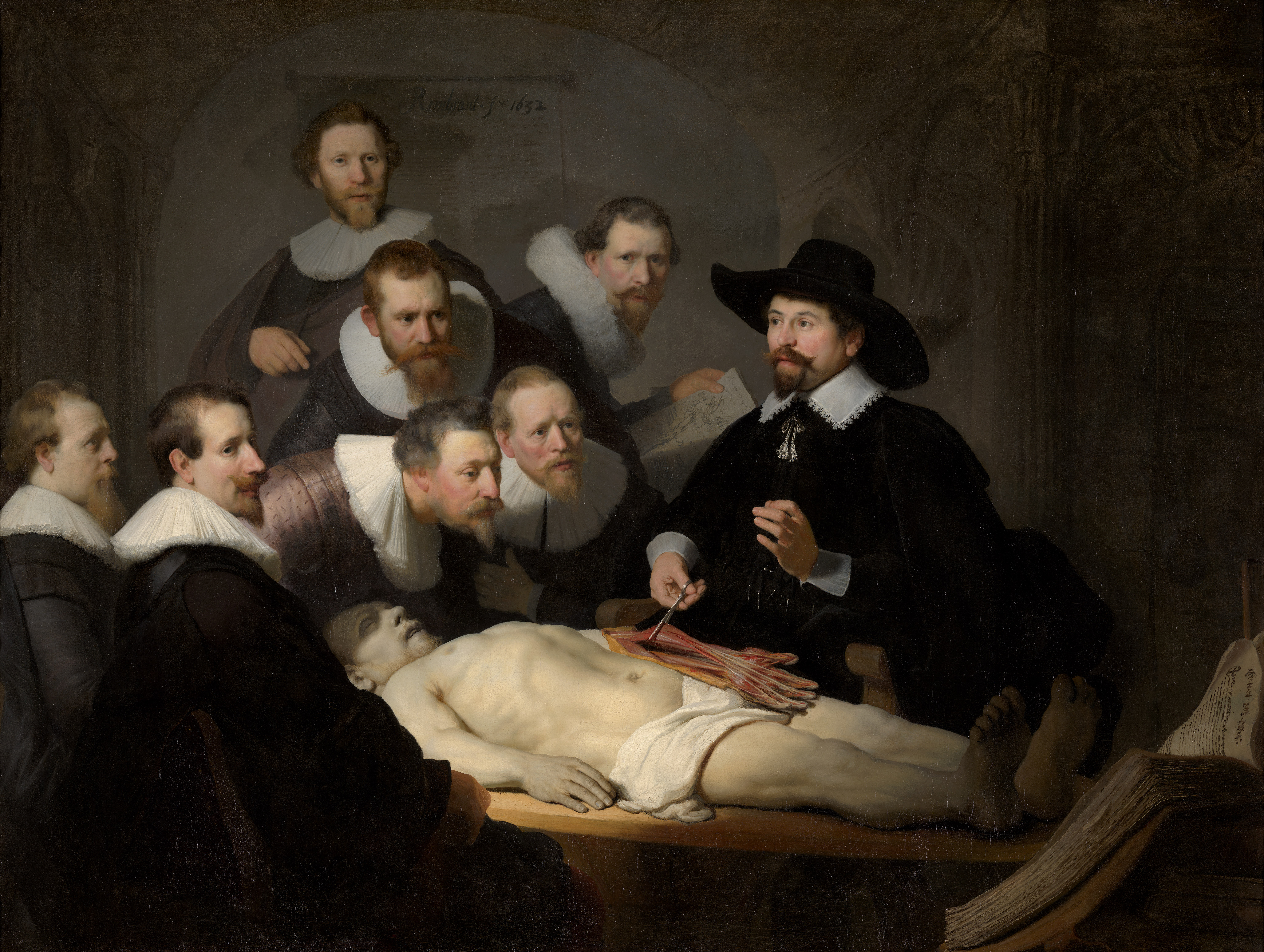
Dr. Tulps anatomilektion (Rembrandt, 1632)
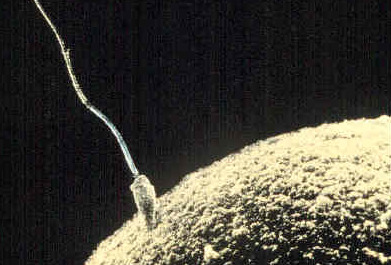
Befruktning
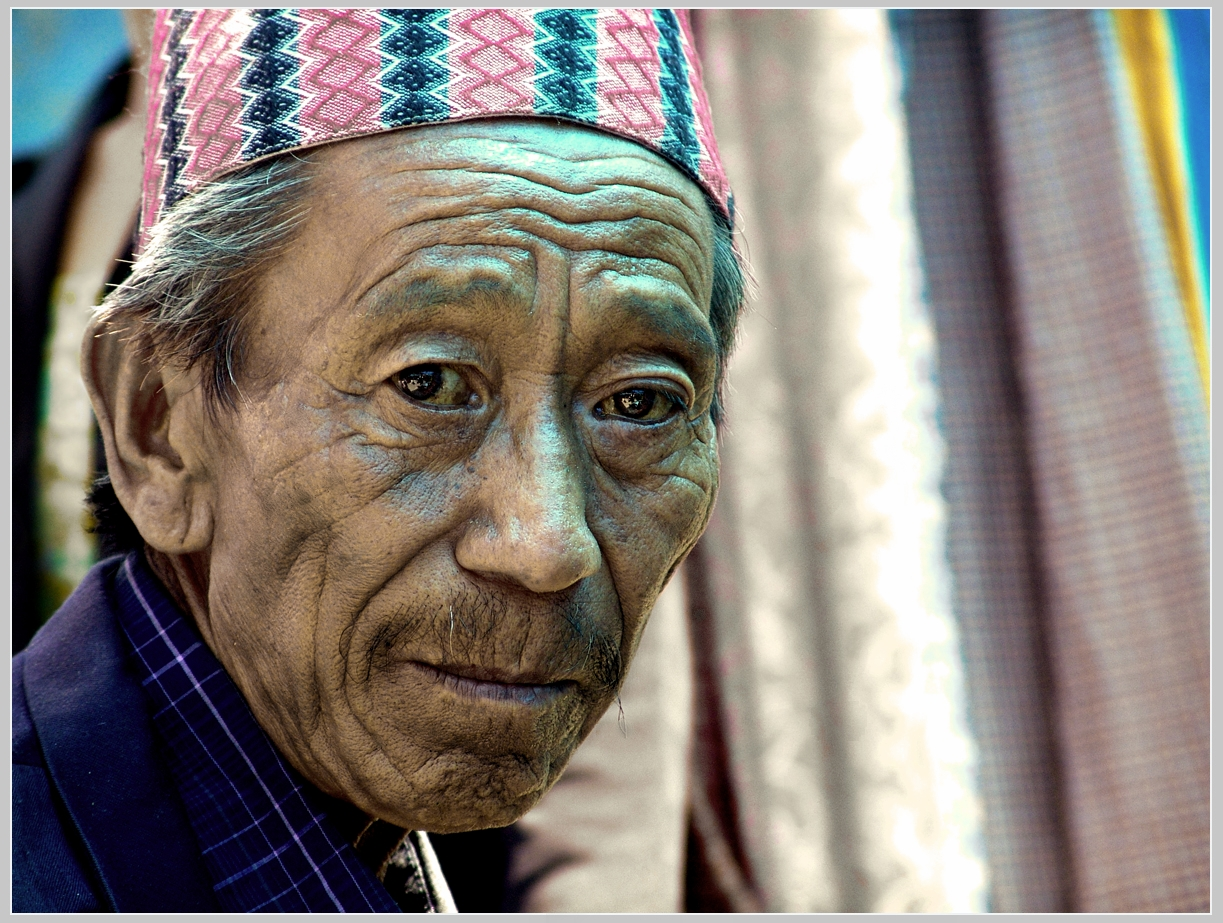
Äldre person i Sikkim

## Organ
Organ är kroppsdelar med speciell funktion. De inre organen hjälper till med näringstillförsel, energiomvandling och avfallshantering, liksom med individens tanke- och beslutsförmåga och hanteringen av sinnesintryck. Individiden tar in intryck från omvärlden via olika sinnesorgan.

### Sinnesorgan
- Öga - Syn
- Näsa - Lukt
- Öra - Hörsel
- Tunga - Smaksinne
- Hud - Känsel

### Hjärnan
- Limbiska systemet

- Minne
- Sinne
- Intelligens
- Intellekt
- Identitet
- Personlighet

## Organsystem
Kroppens organ är beroende på funktion indelade i olika organsystem. Olika system hanterar syreintaget och näringstransporten till kroppens celler (respirationssystemet och kardiovaskulära systemet), matsmältning och avfallshantering (gastro-intestinala systemet och urinsystemet), skydd mot ovälkomna organismer (immunförsvaret), överföring av sinnesretningar (nervsystemet), fortplantningen, styrning av kroppsliga funktioner och kroppsutveckling (hormonsystemet) samt kroppens rörelseförmåga (rörelseapparaten),  samt andra hjälpfunktioner (lymfsystemet och integumentsystemet).

### Lymfsystemet

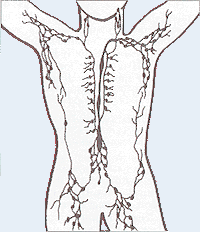
Lymfsystemet

### Respirationssystemet

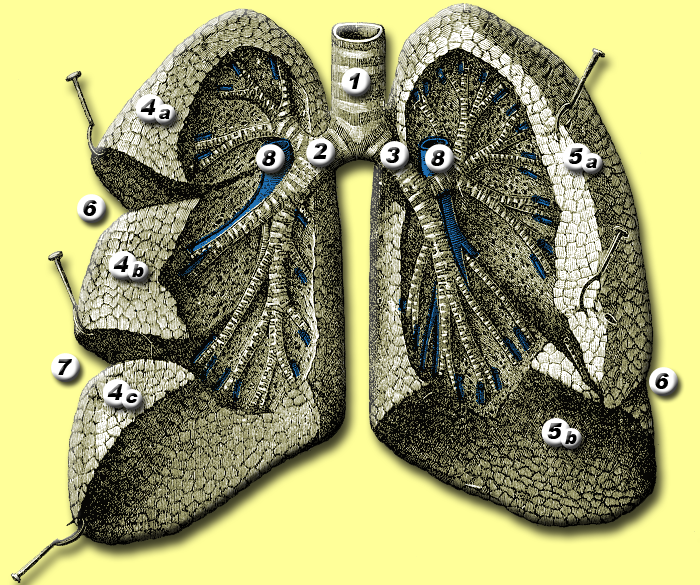
Respirationssystemet

### Gastro-intestinala systemet

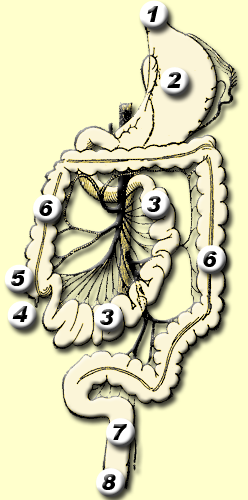
Gastro-intestinala systemet

### Kardiovaskulära systemet

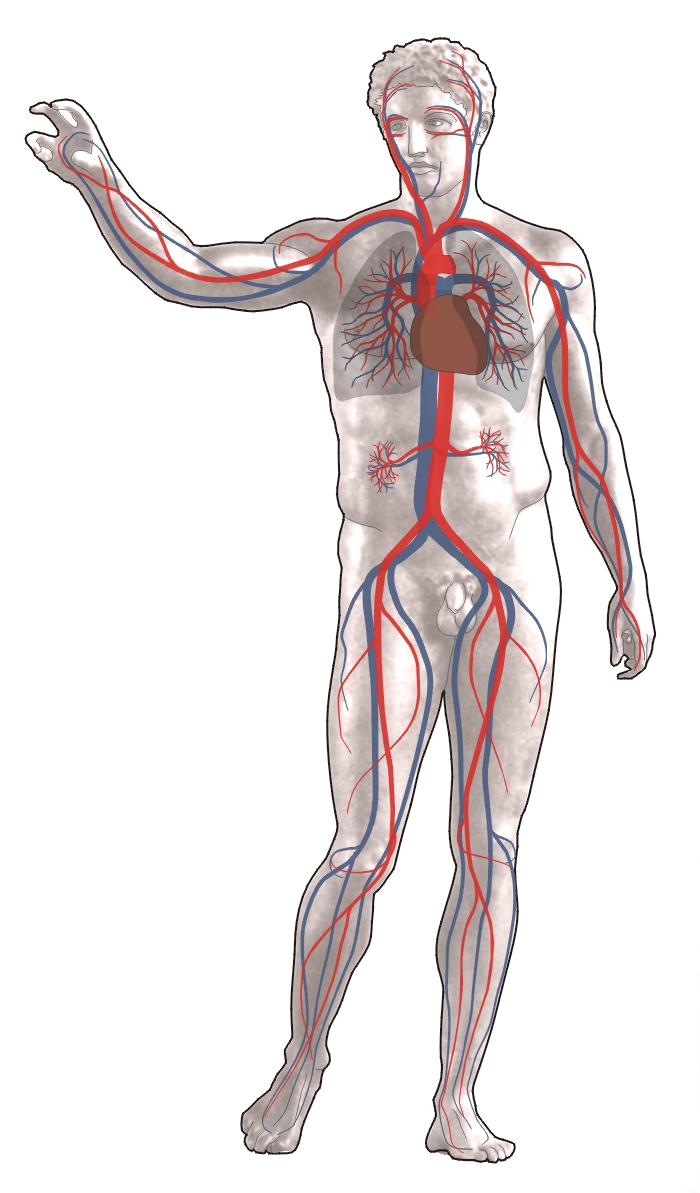
Blodkärlssystemet

- Cirkulationssystemet
- Blodcirkulation
- Blod
- Artär
- Ven

### Nervsystemet
| Vänster: Sympatiska och parasympatiska nervsystemet. Höger: Människans dermatom, sensoriska zonindelning. |  | Vänster: Sympatiska och parasympatiska nervsystemet. Höger: Människans dermatom, sensoriska zonindelning. |
| Vänster: Sympatiska och parasympatiska nervsystemet. Höger: Människans dermatom, sensoriska zonindelning. |  | |

- Centrala nervsystemet
- Perifera nervsystemet
- Enteriska nervsystemet
- Sympatiska nervsystemet
- Parasympatiska nervsystemet
- Dermatom

### Integumentsystemet

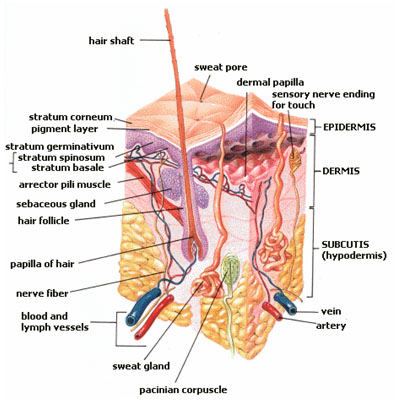
Hud

Omfattar: Hud, Naglar, Hår

### Urinsystemet
När kroppen förbränner föda så bildas avfallsprodukter, bland annat urinämnen. Dessa ämnen förs bort från kroppen när vi kissar och svettas.
Urinen bildas i kroppens båda njurar. Man kan säga att njurarna fungerar som kroppens reningsverk. En njure är formad som en böna, är ungefär lika stor som en knuten hand och väger ca 150 gram.

#### Njurarna
Allt blod som strömmar genom kroppen kommer med jämna intervall passera njurarna. Under ett dygn passerar över tusen liter blod genom dina njurar. 
När blodet passerar genom njurarna rensas det från urinämnen och vissa salter. Blodet renas således från potentiellt skadliga ämnen, som istället utsöndras i urinen.

#### Urinvägarna
Urinvägarna består av njurbäckenet, urinledarna, urinblåsan och urinledaren.
I njurbäckenet samlas urinen upp och leds vidare till urinledaren, vardera njure har ett njurbäcken och en urinledare. I urinledarnas vägg finns det glatt muskulatur som hjälper till att pressa urinen ner i urinblåsan.
Urinen samlas upp i urinblåsan och när den blir fylld kommer en reflex utlösas och vi känner oss kissnödiga. Från urinblåsan kommer urinen ledar ut ur kroppen via urinröret. 

### Rörelseapparaten

#### Skelettet
- Ben
- Leder

#### Muskelapparaten
- Muskel
- Skelettmuskel
- Muskelgrupp
- Lista över skelettmuskler